# 海燕之歌
《海燕之歌》（俄语：Песня о Буревестнике），又名《海燕》，是由前蘇聯詩人高爾基創作于1901年3月的短篇小説《春天的旋律》的最後一章。預言了1905年俄國革命，是高爾基早期的代表作品。

## 創作背景
1901年正當1905年俄國革命前最黑暗的時期，俄國工人運動此起彼伏，沙皇的統治岌岌可危。高爾基創作出“海燕”的藝術形象，呼唤即將來臨的革命風暴。